# Manuelito
Hastiin Chʼil Haajiní más conocido como "Manuelito" (1818-1893) fue uno de los principales jefes guerreros de los navajo durante el periodo del Largo Camino Navajo, una rebelión contra el gobierno de los Estados Unidos. 
Manuelito fue un caudillo prominente que dirigió una banda de fugitivos durante varios años resistiendo los esfuerzos del gobierno federal de apropiarse del territorio navajo y trasladar a los navajos a Nuevo México. 
Finalmente se rindió al coronel D.G. Miles en 1859 y fue elegido comandante de la policía india. Posteriormente fue uno de los firmantes del Tratado de 1868 que propició el regreso de los navajos de Bosque Redondo y estableció las fronteras originales de la reserva navajo.